# Resolutie 856 Veiligheidsraad Verenigde Naties
Resolutie 856 van de Veiligheidsraad van de Verenigde Naties werd unaniem aangenomen op 10 augustus 1993.

## Achtergrond
Na de hoogdagen onder het decennialange bestuur van William Tubman, die in 1971 overleed, greep Samuel Doe de macht. Zijn dictatoriale regime ontwrichtte de economie en er ontstonden rebellengroepen tegen zijn bewind, waaronder die van de latere president Charles Taylor. 
In 1989 leidde de situatie tot een burgeroorlog waarin de president vermoord werd. De oorlog bleef nog doorgaan tot 1996.

## Inhoud
De Veiligheidsraad:
- herinnert aan resolutie 813;
- verwelkomt de ondertekening van een vredesakkoord tussen de Liberiaanse interim-eenheidsregering, het Nationaal Patriottisch Front van Liberia en het Verenigd Bevrijdingsfront voor Democratie op 25 juli;
- bedenkt dat dit een belangrijke verwezenlijking is naar het herstel van de vrede en een opportuniteit om het conflict te beëindigen;
- neemt nota van het rapport van de secretaris-generaal;

1. verwelkomt dat die een technisch team wil sturen om informatie te verzamelen over de voorgestelde oprichting van een VN-waarnemingsmissie in Liberia (UNOMIL);
2. keurt het sturen van een voorhoede van dertig militaire waarnemers met een mandaat voor drie maanden goed om toe te zien op het staakt-het-vuren;
3. kijkt uit naar het rapport van de secretaris-generaal over UNOMIL en vooral de kosten, het bereik, het tijdsschema, de voorziene afronding en de coördinatie met de ECOWAS-vredesmacht van de operatie;
4. roept de partijen op om het staakt-het-vuren te respecteren, samen te werken met de waarnemers en de veiligheid van het VN- en humanitaire personeel te verzekeren;
5. dringt erop aan snel een status of mission-akkoord te sluiten;
6. looft ECOWAS' inspanningen om de vrede, veiligheid en stabiliteit in Liberia te herstellen;
7. looft de Organisatie van Afrikaanse Eenheid (OAE) voor haar steun aan het vredesproces;
8. besluit om actief op de hoogte te blijven.

## Verwante resoluties
- Resolutie 788 Veiligheidsraad Verenigde Naties (1992)
- Resolutie 813 Veiligheidsraad Verenigde Naties
- Resolutie 866 Veiligheidsraad Verenigde Naties
- Resolutie 911 Veiligheidsraad Verenigde Naties (1994)

Lijst ·  800 ·  801 ·  802 ·  803 ·  804 ·  805 ·  806 ·  807 ·  808 ·  809 ·  810 ·  811 ·  812 ·  813 ·  814 ·  815 ·  816 ·  817 ·  818 ·  819 ·  820 ·  821 ·  822 ·  823 ·  824 ·  825 ·  826 ·  827 ·  828 ·  829 ·  830 ·  831 ·  832 ·  833 ·  834 ·  835 ·  836 ·  837 ·  838 ·  839 ·  840 ·  841 ·  842 ·  843 ·  844 ·  845 ·  846 ·  847 ·  848 ·  849 ·  850 ·  851 ·  852 ·  853 ·  854 ·  855 ·  856 ·  857 ·  858 ·  859 ·  860 ·  861 ·  862 ·  863 ·  864 ·  865 ·  866 ·  867 ·  868 ·  869 ·  870 ·  871 ·  872 ·  873 ·  874 ·  875 ·  876 ·  877 ·  878 ·  879 ·  880 ·  881 ·  882 ·  883 ·  884 ·  885 ·  886 ·  887 ·  888 ·  889 ·  890 ·  891 ·  892